# Pui, cartofi prăjiți și-o cola
Pui, cartofi prăjiți și-o cola este un film românesc din 2012 regizat de Emanuel Pârvu. Rolurile principale au fost interpretate de actorii Dorina Lazăr, Coca Bloos.

## Distribuție
Distribuția filmului este alcătuită din:
- Bianca Vrânceanu
- Cendana Trifan
- Vlad Jipa
- Dan Tudor
- Dorina Lazăr
- Coca Bloos